# Yamaha XVZ 1300 Venture
Yamaha XVZ 1300 Venture je cestovní motocykl, vyvinutý firmou Yamaha, vyráběný v letech 1986–1993. Jeho předchůdcem byl model Yamaha XVZ 1200 Venture. Konkurenci v době vzniku představovala tehdy čtyřválcová Honda Goldwing. 
Po několikaleté odmlce byl vyráběn model Yamaha XVZ 1300 Royal Star Venture, který ale s původním nemá moc společného.

## Technické parametry
- Rám:
- Suchá hmotnost: kg
- Pohotovostní hmotnost: 348 kg
- Maximální rychlost: 196 km/h
- Spotřeba paliva: l/100 km